# Mistrzostwa Świata w Łucznictwie 1937
7. Mistrzostwa Świata w Łucznictwie odbyły się 11–14 sierpnia 1937 w Paryżu we Francji. Organizatorem była Międzynarodowa Federacja Łucznicza.
Polska wywalczyła 4 medale. Złoto zdobyła drużyna mężczyzn w składzie Feliks Majewski, Leon Szymuś, Miron Trusz. Majewski został także wicemistrzem świata w konkursie indywidualnym. Srebro wywalczyła drużyna kobiet, w której wystąpiły Zofia Bunschowa, Olearczyk,
Janina Kurkowska i Ludmiła Dubajowa. Bunschowa stanęła też na najniższym stopniu podium w zawodach indywidualnych.

## Medaliści

### Strzelanie z łuku klasycznego
| Konkurencja            | Złoto                                                            | Srebro                                                                     | Brąz                                                      |
| Indywidualnie kobiet   | Erna Simon                                                       | Irene Crupenninck                                                          | Zofia Bunschowa                                           |
| Indywidualnie mężczyzn | Georges De Rons                                                  | Feliks Majewski                                                            | Oscar Kessels                                             |
| Drużynowo kobiet       | Wielka Brytania · Erna Simon · Luisa Sandford · Louise Nettleton | Polska · Zofia Bunschowa · Olearczyk · Janina Kurkowska · Ludmiła Dubajowa | Francja · Irene Cruypenninck · M. Mauduit · Frenot        |
| Drużynowo mężczyzn     | Polska · Feliks Majewski · Leon Szymuś · Miron Trusz             | Belgia · Oscar Kessels · Georges DeRons · Frans Walraevens                 | Szwecja · Henry Kjellson · Torsten Fahlman · Eric Hansson |

## Klasyfikacja medalowa
| Lp. | Państwo         | Złoto | Srebro | Brąz | Razem |
| 1.  | Wielka Brytania | 2     | 0      | 0    | 2     |
| 2.  | Polska          | 1     | 2      | 1    | 4     |
| 3.  | Belgia          | 1     | 1      | 1    | 3     |
| 4.  | Francja         | 0     | 1      | 1    | 2     |
| 5.  | Szwecja         | 0     | 0      | 1    | 1     |